# Papak II
Papak II (150-222), va ser rei de Fars (Pèrsia) al començament del segle iii.
Era fill de Sassan, el fundador de la dinastia sassànida que regnaria posteriorment en el gran Imperi Persa, encara que altres autors consideren que Sassan era un lloctinent seu quan Papak era marzeban (governador d'una província, amb caràcter militar) del rei Artaban. Segons aquesta versió, Papak va somiar que un sol sorgiria del front de Sassan, i a l'assabentar-se que aquest descendia dels reis mítics d'Iran, va voler emparentar-se amb ell i li va donar la seva filla en matrimoni. El somni es va complir en el sentit que d'aquest matrimoni naixeria la dinastia sassànida.
De la reina Rodak va tenir a Artaxerxes I, que derrotaria Artaban V, rei dels parts i rei de reis, i fundaria el dit Imperi Sassànida.